# Worship & Faith
Worship & Faith è il quindicesimo album in studio del cantante e attore statunitense Randy Travis, pubblicato nel 2003.

## Tracce
1. He's My Rock, My Sword, My Shield (Traditional) – 2:30
2. Farther Along (J.R. Baxter, W.B. Stevens) – 3:39
3. How Great Thou Art (Stuart K. Hine) – 4:29
4. Just a Closer Walk with Thee (Traditional) – 4:37
5. Shall We Gather at the River? (Robert Lowry) – 3:16
6. You Are Worthy of My Praise (David Ruis) – 4:18
7. Love Lifted Me (James Rowe, Howard Smith) – 3:11
8. Softly and Tenderly (Will L. Thompson) – 3:19
9. Sweet By and By (Sanford Filmore Bennett, Joseph Philbrock Webster) – 2:27
10. Blessed Assurance (Fanny J. Crosby, Phoebe Knapp) – 3:28
11. I'll Fly Away (Albert E. Brumley) – 2:59
12. Turn Your Radio On (Brumley) – 2:37
13. Open the Eyes of My Heart (Paul Baloche) – 3:55
14. In the Garden (C. Austin Miles) – 3:21
15. Above All (Baloche, Lenny LeBlanc) – 4:14
16. Will the Circle Be Unbroken? (Charles Gabriel, Ada R. Habershon) – 3:08
17. We Fall Down (Chris Tomlin) – 3:40
18. Peace in the Valley (Rev. Thomas A. Dorsey) – 3:58
19. The Unclouded Day (Josiah K. Alwood) – 2:56
20. Room at the Cross for You (Ira Stanphill) – 1:30